# Liste des évêques de Lancastre
L'évêque de Lancaster est un dignitaire de l'Église catholique en Angleterre et au pays de Galles, titulaire du diocèse de Lancaster. Le siège épiscopal est la cathédrale Saint-Pierre de Lancaster. Ce diocèse fait partie de la province de Liverpool, qui en compte six autres : Hallam, Hexham et Newcastle, Leeds, Liverpool, Middlesbrough et Salford.
Le diocèse de Lancaster a été érigé en 1924 par le pape Pie XI principalement à partir d'une portion du territoire de l'archidiocèse de Liverpool. L'évêque actuel, Paul Swarbrick, est le septième titulaire du siège épiscopal de Lancaster.
| Évêques de Lancaster | Évêques de Lancaster     | Évêques de Lancaster                                                                                         |
| -------------------- | ------------------------ | --- |
| 1924-38              | Thomas Pearson           | |
| 1939-61              | Thomas Flynn             | |
| 1962-85              | Brian Foley              | |
| 1985-2000            | John Brewer              | Il avait été auparavant évêque auxiliaire du diocèse de Shrewsbury, puis coadjuteur de l'évêque de Lancaster |
| 2001-2009            | Patrick O'Donoghue (en)  | Auparavant évêque auxiliaire de l'archidiocèse de Westminster                                                |
| 2009-2018            | Michael Campbell, O.S.A. | auparavant évêque coadjuteur de Lancaster                                                                    |
| 2018-                | Paul Swarbrick (en)      | installé le 12 février                                                                                       |

## Source
- (en) Fiche sur le diocèse de Lancaster sur le site Catholic Hierarchy